# Sinka község
Sinka község (románul: Comuna Șinca) község Brassó megyében, Romániában. Központja Ósinka, beosztott falvai Bucsum, Ohába, Persány, Sarkaica, Valcsatelep.

## Népessége
A 2011-es népszámlálás adatai alapján a község népessége 3401 fő volt.